# Coelastrum
Coelastrum ist eine Gattung koloniebildender Grünalgen aus der Klasse der Chlorophyceae.

## Merkmale
Die Vertreter bilden hohle Kolonien, die kugelig oder vieleckig sind. Sie bestehen meist aus 8 bis 32, selten bis 128 Einzelzellen (immer 2n). Der Durchmesser der Kolonie beträgt bis zu 120 Mikrometer. Die Zellwand ist glatt oder warzig. Benachbarte Zellen sind durch Zellwandfortsätze miteinander verbunden. Die Zellen besitzen einen einzelnen, wandständigen Chloroplasten mit einem Pyrenoid.
Die ungeschlechtliche Fortpflanzung erfolgt durch Autokoloniebildung, d. h., dass sich innerhalb einer Mutterzellwand eine neue Kolonie bildet. Geschlechtliche Fortpflanzung ist bei Coelastrum nicht bekannt.

## Vorkommen
Coelastrum kommt im Plankton von oligotrophen und eutrophen Gewässern vor.

## Systematik
Die Gattung Coelastrum umfasst wenige Arten. Algaebase nennt 20 anerkannte Arten.

## Belege
- Karl-Heinz Linne von Berg, Michael Melkonian u. a.: Der Kosmos-Algenführer. Die wichtigsten Süßwasseralgen im Mikroskop. Kosmos, Stuttgart 2004, ISBN 3-440-09719-6, S. 190.